# Ка Лагаро (Болоња)
Ка Лагаро је насеље у Италији у округу Болоња, региону Емилија-Ромања.
Према процени из 2011. у насељу је живело 47 становника. Насеље се налази на надморској висини од 318 м.